# 一心院
一心院（いっしんいん）は、京都市東山区にある浄土宗の寺院で、浄土宗捨世派の本山。山号は群仙山。本尊は阿弥陀如来。知恩院敷地に多くを囲まれるが、同院とは独立した別の寺である。
知恩院の御影堂脇から「智慧乃道」とよばれる石段を登りきると、左側が法然廟入り口、正面が知恩院総墓地入り口、右側が一心院の山門となる。一心院本堂はちょうど除夜の鐘で有名な知恩院大梵鐘の上段に位置する。
一心院の敷地は本堂以外のほとんどが墓地のため、山門に「墓地に付き通行禁止」の看板が掲げられ、軒下には防犯カメラが設置してある。しかし、山門は知恩院の開山時間内は原則的に開放されているため、知恩院を訪れる観光客がしばしば観光スポットと勘違いして一心院の境内に入り込んでしまうことがある。
墓地には、画家の塩川文麟や鈴木百年、儒者の高芙蓉らの墓がある。

## 歴史
この寺は、天文17年（1548年）武蔵国江戸の出身で江戸増上寺で学んだ縁誉称念（1513年 - 1554年）が、青蓮院から寺地を下賜されて創建したもので、称念は一派を形成し一心院流（現在の浄土宗捨世派）と称された。元禄年間（1688年 - 1704年）には100ヶ寺を超える末寺を有したが、派内での争いにより知恩院の管理となった。
墓地の最上段の地には江戸時代を通じ、宮門跡（親王家次男以下の子弟が門主として入寺する寺院）である知恩院の歴代門主の墓が設けられたため、現在でもその墓域は宮内庁書陵部によって管理されている。また、その墓域のすぐ近くには、江戸幕府12代将軍徳川家慶の正室・楽宮喬子女王の遺髪塔がある。
天保9年10月（1838年11月 - 12月）のある夜、時の知恩院門主であった尊超入道親王が、夢の中で白鶴の群れが一心院の裏山に飛来する光景を見て吉兆を感じ、当時山号のなかった一心院に「群仙山」の山号を名付けた。このとき親王は自ら筆を取り、「群仙山」の字を揮毫して額字を作らせた。
1950年（昭和25年）に浄土宗から一心院を本山とする浄土宗捨世派が分派した。

## 文化財

### 重要文化財
- 絹本著色阿弥陀如来像

## 所在地
- 京都府京都市東山区新橋通大和大路東入三丁目林下町457